# Кампос, Карлос
Ка́рлос Э́ктор Ка́мпос Си́льва (14 февраля 1937, Сантьяго — 11 ноября 2020) — чилийский футболист, нападающий. Всю карьеру провёл в «Универсидад де Чили», с которым выиграл шесть чемпионатов страны. Лучший бомбардир в истории клуба. Занимает пятое место в списке лучших бомбардиров за всю историю чемпионатов Чили.
Бронзовый призёр домашнего чемпионата мира по футболу 1962 в составе национальной сборной Чили.

## Биография

### Клубная карьера
Карлос Кампос стал заниматься в академии «Универсидад де Чили» в 11 лет. В основном составе дебютировал в ноябре 1956 года в проигранном «Аудакс Итальяно» матче (0:2). Первый гол молодой нападающий сумел забить только через год — 30 ноября 1957 года в игре против «Унион Эспаньолы» его команда сыграла вничью 1:1. В следующей игре Кампос отметился дублем, и вдохновил «сов» на волевую победу над «Коло-Коло» — команда уступала 0:2, но сумела одержать победу 3:2. Это позволило Кампосу окончательно закрепиться в основе «У де Ч». За следующие почти полтора десятилетия Кампос со своей командой, получившей прозвище «Синий балет», выиграл шесть чемпионатов, трижды занимал второе место, а также выиграл ещё несколько менее значимых кубков.
В 1961, 1962 и 1966 годах Карлос Кампос становился лучшим бомбардиром чемпионата Чили. Всего за «Универсидад де Чили» с 1956 по 1969 год он провёл 259 матчей и забил 184 гола в национальном первенстве, сыграл 15 матчей и забил 11 голов в Кубке Чили, а также в 16 матчах Кубка Либертадорес забил четыре гола. Таким образом, в официальных клубных турнирах Кампос в 290 матчах забил 199 мячей.

### Карьера в сборной
Кампос дебютировал за сборную Чили 18 декабря 1960 года в товарищеском матче против сборной Парагвая, завершившемся победой чилийцев со счётом 4:1. На домашнем чемпионате мира Карлос сыграл только в матче за третье место, в котором сборная Чили обыграла Югославию 1:0. В 1966 году был в заявке сборной на чемпионате мира в Англии, но на поле не появлялся.
Всего с 1960 по 1967 год Карлос Кампос провёл 13 матчей за национальную сборную и отметился четырьмя забитыми мячами.

### Личная жизнь
В 1963 году Кампос женился, причём свадьбу пришлось перенести, поскольку на эту дату была назначена игра «У де Ч». Нападающий забил три гола в ворота соперников и через три дня всё же женился. Кампос жил с семьёй в городе Овалье в области Кокимбо. За несколько недель до смерти был госпитализирован в больницу в тяжёлом состоянии. Карлос Кампос умер в Медицинском центре Овалье 11 ноября 2020 года в возрасте 83 лет, о чём вскоре сообщила его внучка Каталина Кампос.

## Достижения
Командные
- Чемпион Чили (6): 1959, 1962, 1964, 1965, 1967, 1969
- Вице-чемпион Чили (3): 1957, 1961, 1963
- Бронзовый призёр чемпионата мира (3): 1962

Личные
- Участник символической сборной чемпионата Чили (центральный нападающий) (4): 1961, 1962, 1965, 1966
- Пятый бомбардир в истории чемпионата Чили — 184 гола
- Входит в символические сборные «Универсидад де Чили» всех времён — 2013 (по версии La Tercera), 2018 (по версии El Mercurio)
- Лучший бомбардир в истории «Универсидад де Чили» — 199 голов